# Nancagua (subdelegación)
Nancagua fue una de las subdelegaciones que integró el antiguo departamento de San Fernando. Fue integrada por cuatro distritos.
El territorio de la subdelegación fue organizado por decreto del presidente José Joaquín Pérez Mascayano el 14 de agosto de 1867. Fue suprimida con la Constitución de 1980.

## Historia
La subdelegación fue creada por decreto supremo del 14 de agosto de 1867, que divide el departamento de San Fernando en veinte subdelegaciones. El documento determina así sus límites:

Al norte, por el cordón de los cerros de Yáquil; al este, por los caminos de Cervantes, de la Chacarilla y la Dehesa; al sur, por los cerros de Puquillay y el estero de Chimbarongo; y al oeste, por este mismo estero y el deslinde occidental de la hacienda de Nancagua con Cunaco y San Gregorio hasta el Tinguiririca, prolongado desde la ribera de este río en línea recta hasta la puntilla de las Tomas y por el cordón que de aquí nace hasta la cumbre de los cerros.

Se dividió en cuatro distritos: 1.º Nancagua, 2.º Placilla de Nancagua, 3.º Puquillay, 4.º Yáquil.
Por decreto del 22 de diciembre de 1891 fueron creadas varias comunas en el departamento de San Fernando, entre ellas la comuna de Nancagua, a la que pasó a pertenecer esta subdelegación.
El Decreto con Fuerza de Ley N.º 8.583 del 30 de diciembre de 1927 redistribuye el territorio del departamento de San Fernando. Esta subdelegación, junto al distrito 1.º Cunaco de la subdelegación de igual nombre y los distritos 1.º Placilla y 2.º Dehesa de la antigua subdelegación de Placilla, se fusionan para conformar la nueva subdelegación de Nancagua. Fue suprimida por la Constitución de 1980.

## Administración
La administración del territorio estaba a cargo del subdelegado, subordinado al gobernador departamental y nombrado por él. Duraban dos años en el cargo, aunque también podían ser nombrados indefinidamente. Podían ser removidos por el gobernador, quien debía dar cuenta de esto al intendente provincial. Los distritos, en tanto, eran regidos por un inspector, quien respondía a las órdenes del subdelegado, quien tenía la potestad de nombrarlos o removerlos dando cuenta al gobernador departamental.